# Quinto Curzio Rufo (console 43)
(Tacito, Annales, XI, 21, 3 [trad. Bianca Ceva, BUR].)
Quinto Curzio Rufo (in latino: Quintus Curtius Rufus; tra 15 e 10 a.C. circa – Africa, 51/52 o 58/59) è stato un magistrato e senatore romano, console dell'Impero romano.

## Biografia

### Origini familiari
Delle umilissime origini di Rufo, evidentemente homo novus, già nell'antichità si parlava diffusamente: il princeps Tiberio pare aver detto al riguardo che "a me sembra che Curzio Rufo sia nato da se stesso", mentre Tacito riporta la voce che fosse addirittura figlio di un gladiatore, se non peggio:
(Tacito, Annales, XI, 21, 1.)
È stata ipotizzata una sua origine dalla Gallia Transpadana o persino Narbonese, in particolare dalla città di Arausio, ma, data la scarsità di prove addotte, l'ipotesi è stata contestata.

### Inizi di carriera tra Augusto e Tiberio
Le notizie sulla carriera di Rufo sono testimoniate interamente da due passi degli Annales di Tacito e da un passo delle Lettere di Plinio il Giovane. 
La sua data di nascita è stata collocata tra 15 e 10 a.C. Giunto all'età adulta, il primo incarico lo vede al seguito di un questore pro praetore in Africa, probabilmente negli ultimi anni del principato di Augusto: in questa occasione, sia Tacito che Plinio riportano lo stesso aneddoto relativo ad un fatale praesagium:
(Tacito, Annales, XI, 21 [trad. Bianca Ceva, BUR].)
Plinio aggiunge inoltre:
(Plinio il Giovane, Lettere, VII, 27, 2-3 [trad. Luigi Rusca, BUR (con modifiche)].)
Ritornato a Roma, presumibilmente esortato da queste predizioni, Rufo riuscì ad ottenere un posto da questore grazie agli aiuti monetari di alcuni amici e al proprio acre ingenium: ciò sembra essere avvenuto nei primissimi anni di Tiberio o persino al termine del principato di Augusto. In seguito, dopo aver sicuramente ricoperto anche il tribunato della plebe o l'edilità, Rufo riuscì, nonostante la competizione dei nobiles, persino ad ottenere l'appoggio dello stesso princeps Tiberio, deciso a ricompensarne l'intraprendenza, che lo portò a ricoprire la pretura, presumibilmente tra il 16 e il 21. Per più di vent'anni, però, non si sente più parlare di Rufo: è stato ipotizzato che possa essere stato legato al prefetto del pretorio Seiano, ma l'ipotesi è indimostrabile allo stato attuale delle nostre conoscenze; in ogni caso, è chiaro che la sua carriera subì un grande rallentamento.

### Culmine sotto Claudio
Solo sotto Claudio, infatti, Rufo riemerge, arrivando però al vertice dello stato romano: egli è infatti attestato come console suffetto per i mesi da ottobre a dicembre del 43 al fianco di Spurio Oppio, sostituendo Aulo Gabinio Secondo e il suo ignoto collega (forse Pompeo Pedone o Publio Anteio Rufo o Gaio Calpurnio Pisone o Publio Ostorio Scapula). È stato proposto che la sua nomina in un periodo di assenza del princeps, impegnato nella conquista della Britannia, fosse stata favorita dai suoi umili natali, dopo che la congiura di Scriboniano e Viniciano dell'anno precedente aveva portato Claudio a diffidare dei ceti senatorii tradizionali.
La carriera di Rufo non terminò però con il consolato. Un'altra notizia di Tacito lo colloca infatti in Germania superiore come legatus Augusti pro praetore nel 47: il suo mandato è stato ricostruito dal 46/47 fino al 49, con Rufo che sostituì Gaio Vibio Rufino e fu rimpiazzato da Publio Pomponio Secondo. Tacito racconta che, nel 47, contemporaneamente al suo omologo in Germania inferiore Gneo Domizio Corbulone, Rufo ricevette gli ornamenta triumphalia da Claudio per operazioni civili (sempre più importanti come funzioni dell'esercito), come degli scavi nel territorio dei Mattiaci (presso l'attuale Wiesbaden) alla ricerca di vene d'argento: i lavori furono brevi, poco fruttuosi e faticosi, tanto che i soldati, spossati da tali fatiche, avrebbero inviato allo stesso princeps una lettera che lo esortava a concedere gli ornamenta ai governatori ancora prima che arrivassero nelle loro province. Non sono attribuite esplicitamente a Rufo operazioni militari, ed è incerto che avesse un passato nell'esercito: in ogni caso, se due iscrizioni da Vindonissa si riferiscono al mandato di Rufo, i principia dell'accampamento furono completati in pietra sotto di lui.
Infine, l'ultimo incarico di Rufo fu, come predettogli dalla figura sovrumana quando era ancora giovane, il proconsolato d'Africa, durante il quale incarico morì di malattia. Il mandato africano di Rufo è generalmente collocato sotto Nerone, in particolare nel 58/59, sulla base della testimonianza di Tacito secondo cui Rufo avrebbe goduto di longa senecta, anche se una simile datazione contravverrebbe alle norme tipiche del primo impero del criterio di anzianità (Rufo, console nel 43, sarebbe inserito come proconsole tra Gneo Osidio Geta, console nel 47, e Aulo Vitellio, console nel 48) e degli otto/dieci anni di distanza tra consolato e proconsolato (Rufo sarebbe stato proconsole ben quindici anni dopo il consolato): sulla base di ciò, Annalisa Tortoriello ha proposto una datazione al 51/52, più in linea con i criteri esposti.

## Identità con lo storico di Alessandro Magno
Risulta invece ancora molto dibattuta la questione dell'identità di Rufo con il Quinto Curzio Rufo attestato come retore e soprattutto autore delle Historiae Alexandri Magni macedonis: molti indizi spingono effettivamente a collocare l'opera in età claudia (con inizio in età caligolea) e a identificare l'autore con il console del 43, ma il dibattito resta ancora aperto.